# W (曲)
「W」（ダブル）は、松岡充の1枚目のソロシングル。

## 解説
SOPHIAのボーカリスト・松岡充の初ソロシングルであり、SOPHIAのメンバーで療養中の都啓一とともに書き上げた楽曲。
CD+DVDとCDのみの2形態で同時発売されており、DVDには「W」のPVが収録されている。
映画『仮面ライダーW FOREVER AtoZ/運命のガイアメモリ』の主題歌であり、松岡自身も大道克己＝仮面ライダーエターナル役で出演している。PVは映画のサイドストーリーになっており、映画の映像が一部流用されている。
それまで松岡は、SOPHIAが所属するEMIミュージック・ジャパンやユニバーサルミュージックなどからの作品発表であったが、仮面ライダーシリーズ主題歌はavex entertainmentが担当しているため、自身初となるエイベックスからの作品発表となる。
過去にも布施明やGACKTが同様のスタイルで楽曲を発表しており、その場合は、通常は自身で作詞作曲を行っているアーティストでも、作詞は藤林聖子（吉川晃司を除く）が務めることが多かったが、本作では松岡自身が作詞を担当している。
また、2013年3月6日に発売されたSOPHIAのオリジナルアルバム「未来大人宣言」には、SOPHIAによるカヴァーヴァージョンが収録されている。

## 収録曲
Disc1 (CD)
1. W
作詞・編曲：松岡充 / 作曲：都啓一
東映配給映画『仮面ライダーW FOREVER AtoZ/運命のガイアメモリ』主題歌
2. W (Movie BG ver.)
3. W (Instrumental)

Disc2 (DVD)
1. W (Music Film)